# Frederik Gytkjær
Frederik Gytkjær (Roskilde, Dinamarca, 16 de marzo de 1993) es un futbolista danés. Juega de mediocampista y su equipo actual es el Lyngby BK  de la Superliga de Dinamarca.

## Clubes
| Club         | País      | Año           | PJ | Goles |
| ------------ | --------- | ------------- | -- | ----- |
| Lyngby BK    | Dinamarca | 2012-2016     | 90 | 23    |
| FK Haugesund | Noruega   | 2017-2018     | 12 | 0     |
| Lyngby BK    | Dinamarca | 2019-presente |    |       |